# Atlapetes semirufus
Atlapetes semirufus е вид птица от семейство Овесаркови (Emberizidae).

## Разпространение
Видът е разпространен във Венецуела и Колумбия.